# USS George Washington (CVN-73)
USS George Washington (CVN-73) é um super-porta-aviões de propulsão nuclear norte-americano da classe Nimitz.
O nome do navio homenageia o político e militar norte-americano primeiro presidente constitucional dos Estados Unidos de 1789 a 1797 George Washington (1732-1799).